# Fiction and Other Truths: A Film About Jane Rule
Fiction and Other Truths: A Film About Jane Rule, en español Ficción y otras verdades: una película sobre Jane Rule, es un documental canadiense, dirigido por Lynne Fernie y Aerlyn Weissman que fue estrenado en 1995. La película es un retrato de la escritora lesbiana y activista anticensura Jane Rule.
El filme se estrenó el 9 de enero de 1995 en el St. Lawrence Centre for the Arts en Toronto, en una gala benéfica para The ArQuives, antes su estreno televisivo el 11 de enero de ese año como el episodio debut de la serie documental The View from Here de TVOntario. Posteriormente se proyectó en cines en otras partes de Canadá, incluida una proyección benéfica para Little Sister's Book and Art Emporium en Vancouver durante su disputa por censura con la Agencia de Servicios Fronterizos de Canadá.
La película ganó el premio Genie al mejor cortometraje documental en la 16ª edición de los premios Genie en 1996.